# Caliroa varipes
Caliroa varipes är en stekelart som först beskrevs av Johann Christoph Friedrich Klug 1816.  Caliroa varipes ingår i släktet Caliroa, och familjen bladsteklar. Det är osäkert om arten förekommer i Sverige.